# Bernward Dörner
Bernward Dörner (* 5. November 1956 in Krefeld) ist ein deutscher Zeithistoriker und Antisemitismusforscher.

## Leben
Dörner studierte Geschichtswissenschaft und Germanistik an den Universitäten Köln und Berlin. Er war Promotionsstipendiat der Hans-Böckler-Stiftung und wurde an der Technischen Universität Berlin 1996 mit einer Arbeit über die Entstehung, Auslegung und Verfolgungswirkung des Heimtückegesetzes vom 20. Dezember 1934 promoviert, während er als Lehrer am Berliner Schulzentrum Edith Stein arbeitete.
Anschließend habilitierte er sich an der Fakultät 1 der TU Berlin über das Thema „Der Mord an den europäischen Juden und die deutsche Gesellschaft. Wissen und Haltung der Bevölkerung 1941–1945“. Dörner ist außerplanmäßiger Professor für Neuere Geschichte unter besonderer Berücksichtigung der Zeitgeschichte am Zentrum für Antisemitismusforschung der TU Berlin.
Seine Forschungsschwerpunkte sind die Erforschung des Holocaust und der Justizverbrechen während der NS-Zeit.
Er lebt in Berlin-Prenzlauer Berg.

## Schriften (Auswahl)
Monografien
- „Heimtücke“. Das Gesetz als Waffe. Kontrolle, Abschreckung und Verfolgung in Deutschland 1933–1945. Schöningh, Paderborn u. a. 1998.
- Die Deutschen und der Holocaust. Was niemand wissen wollte, aber jeder wissen konnte. Propyläen, Berlin 2007, ISBN 3-549-07315-1 (Zugleich: Habil.-Schr. TU Berlin u.d.T.: Der Mord an den europäischen Juden und die deutsche Gesellschaft. Wissen und Haltung der Bevölkerung 1941–1945) (Rezension).
- Hrsg. mit Peter Neuhof: Karl Neuhof: „Ich kämpfe gegen alles, was mich niederdrücken will“. Das Tagebuch des jüdisch-kommunistischen Widerstandskämpfers Karl Neuhof und der Briefwechsel seiner Familie (= Forschungsbeiträge und Materialien der Stiftung Brandenburgische Gedenkstätten. Band 30). Metropol, Berlin 2022.

Aufsätze
- Justiz und Judenmord. Todesurteile gegen Judenhelfer in Polen und der Tschechoslowakei (1942–1944). In: Norbert Frei, Sybille Steinbacher, Bernd C. Wagner (Hrsg.): Ausbeutung, Vernichtung, Öffentlichkeit. Studien zur nationalsozialistischen Lagerpolitik. Saur, München 2000, ISBN 3-598-24033-3, S. 249–264.
- Ein KZ in der Mitte der Stadt. Oranienburg. In: Wolfgang Benz, Barbara Distel (Hrsg.): Terror ohne System. Die ersten Konzentrationslager im Nationalsozialismus 1933–1935. Berlin 2001, ISBN 3-932482-61-1, S. 123–138.
- NS-Herrschaft und Denunziation. Anmerkungen zu Defiziten in der Denunziationsforschung. In: Historical Social Research, Bd. 26 (2001), No. 2/3, S. 55–69.